# Pfarrkirche Arbing

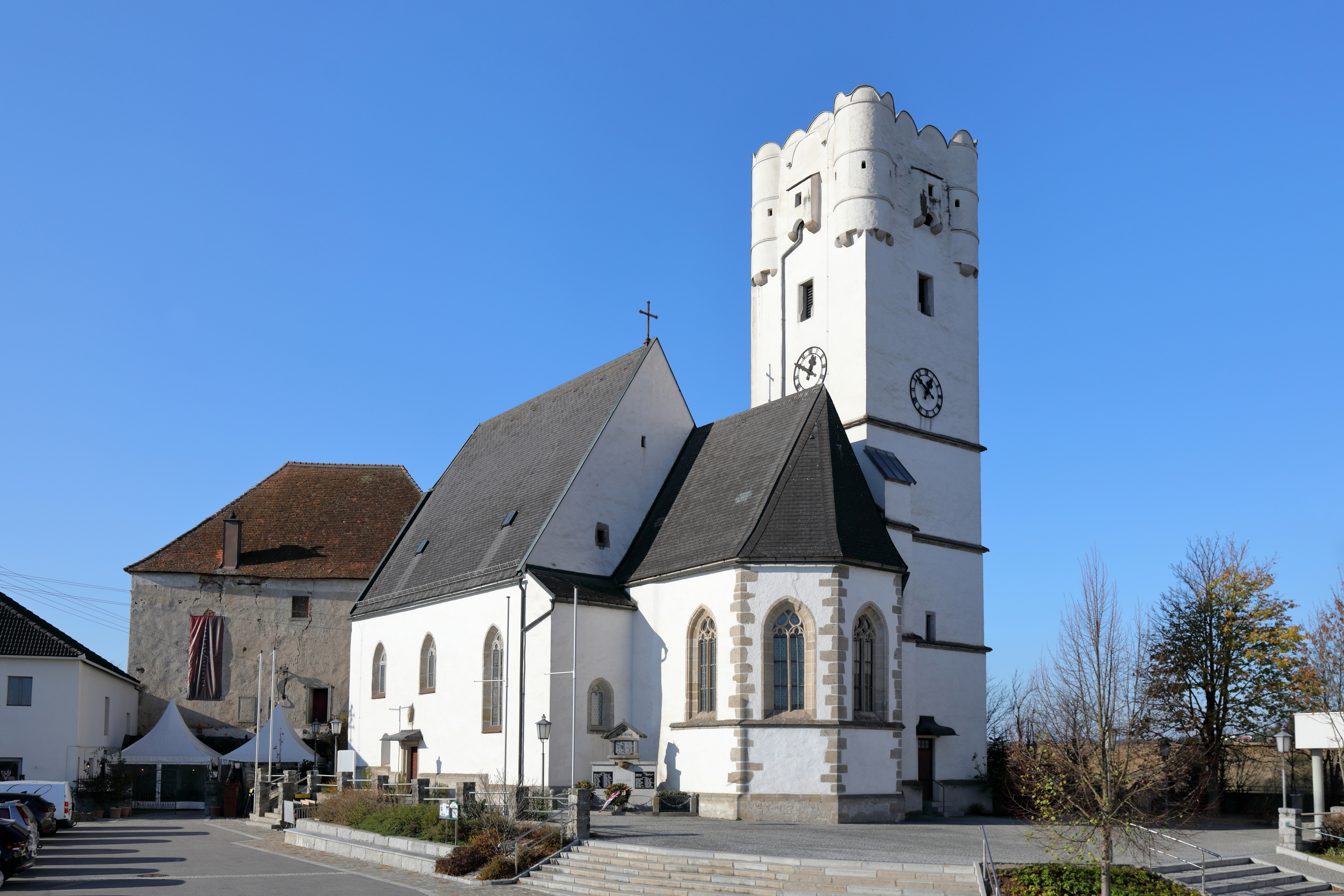
Pfarrkirche Arbing mit weithin sichtbarem Kirchturm mit Zinnen

Die Pfarrkirche Arbing steht auf dem Schlossberg in Arbing im Bezirk Perg im oberösterreichischen Mühlviertel. Die dem Hl. Johannes dem Täufer geweihte Pfarrkirche gehört zum Dekanat Perg in der Diözese Linz. Die Kirche steht unter Denkmalschutz.
Das frühgotische Kirchengebäude ist zweischiffig und hat die zur Zeit der Errichtung typischen Netzrippen- und Sternrippengewölbe.
Der Kirchturm aus dem 13. Jahrhundert, ursprünglich als Wehrturm erbaut, mit abgerundeten Zinnen, gilt als weithin sichtbares Wahrzeichen der Gemeinde Arbing. Westlich der Kirche steht das Schloss Arbing.

## Geographie
Das Kirchengebäude ist die Pfarrkirche der Pfarre Arbing, einer römisch-katholischen Pfarre im Dekanat Perg in der Region Mühlviertel in der für das Bundesland Oberösterreich zuständigen österreichischen Diözese Linz in der Kirchenprovinz Wien.
Nachbarpfarren sind Baumgartenberg, Mitterkirchen, Münzbach und Pergkirchen, die alle zum Dekanat Perg gehören.

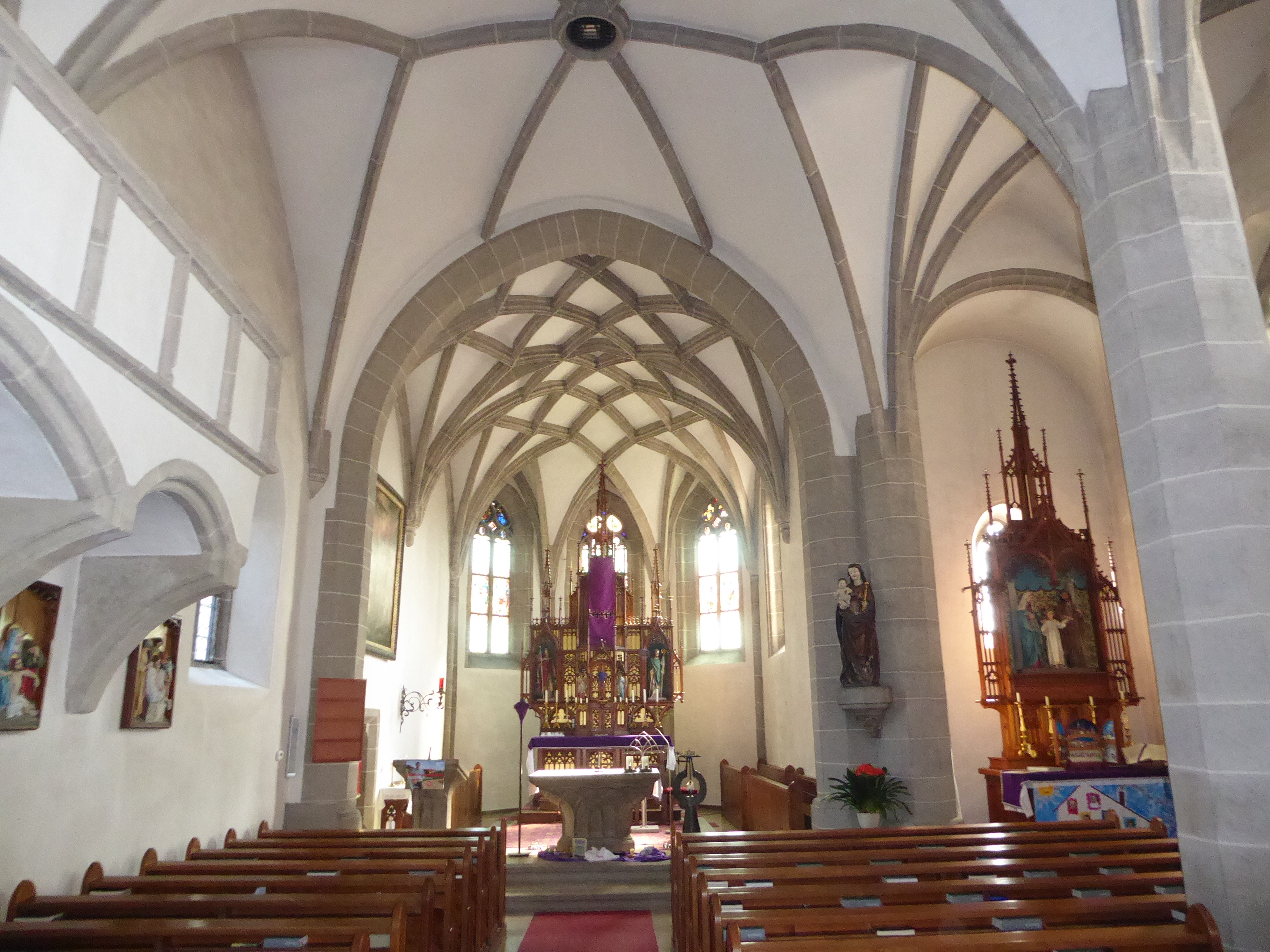
Inneres der Pfarrkirche (2017)

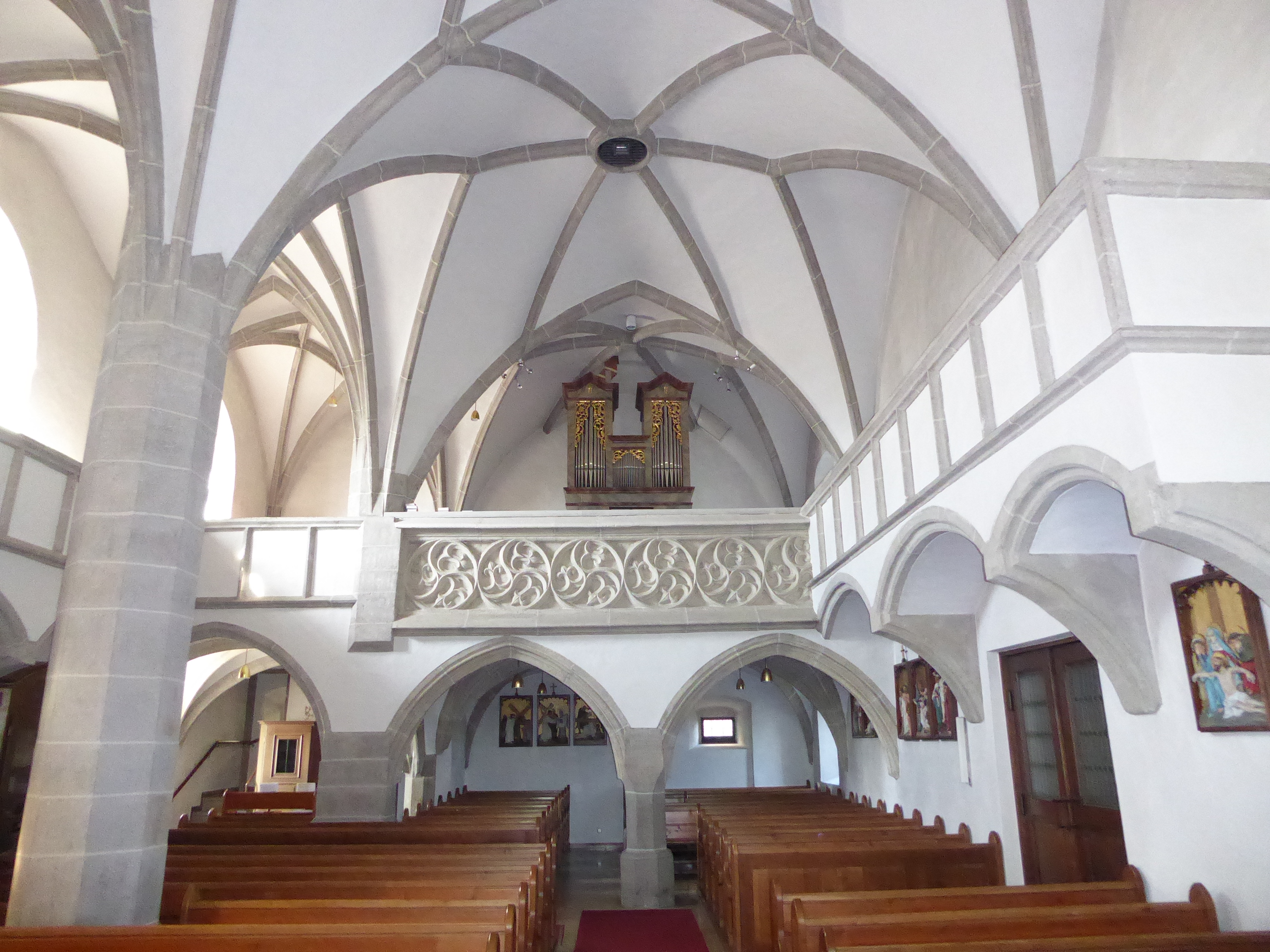
Westempore (2017)

## Geschichte der Pfarre
Das Gebiet von Arbing gehörte in kirchlichen Belangen zur bereits 823 urkundlich erwähnten Mutterpfarre Naarn im Bistum Passau und die Burgkapelle der mittelalterlichen Burganlage diente als Taufkapelle. 1147 wurde Arbing dem neugegründeten Stift Waldhausen inkorporiert. 1335 war in Arbing eine Seelsorgestelle (Filiale) der Pfarre Mitterkirchen. 1653 wurde Arbing erstmals als Pfarre erwähnt. Das Schulwesen lässt sich bis 1657 zurückverfolgen. Im Jahr 1792 wurde die Kirche nach Aufhebung des Stiftes Waldhausen dem Religionsfonds unterstellt. Seit 1939 ist Arbing eine Pfarre freier bischöflicher Verleihung.
Die seit 2005 priesterlose Pfarre ist Teil des Seelsorgsraumes Machland, dem die Pfarren Arbing, Baumgartenberg, Mitterkirchen und Naarn angehören.
Die Pfarre Arbing wird innerhalb der kirchlichen Verwaltung mit der Pfarrnummer 4022 geführt und betreut 1217 Katholiken (Stand März 2014), die sich im Wesentlichen auf das Gemeindegebiet von Arbing verteilen.

## Bauwerk
Die ältesten Teile der Kirche sind die Nord- und Westwand des Langhauses, die wahrscheinlich Reste der romanischen Burg sind.
1483 wurde die ehemalige Burgkapelle in das Langhaus einbezogen und die Kirche zu einer asymmetrischen zweischiffigen 3-jochigen Langhaushalle ausgebaut. Der Chor ist 2-jochig mit 3/8-Schluss. Das Hauptschiff ist nördlich und hat ein Sternrippengewölbe mit kuppeligen Gewölbeschalen.
Die Westempore hat eine Blendemaßwerkbrüstung mit Rosetten im Dreischneuß-Motiv. Im östlichen Presbyterium befinden sich Teile originaler gotischer Glasmalerei. Sie ruht auf einem dreiachsigen, zweijochigen Gewölbe mit Kreuz- und Sternrippen.
Das Rechteckportal auf der Südwand stammt aus der Spätgotik. Darüber befindet sich das Relief Taufe Christi aus dem Jahr 1520.

## Einrichtung
Der 1904 gebaute neugotische Hochaltar stammt von Ludwig Linzinger. Die Statue links vom Hochaltar stellt den Hl. Florian und die Statue rechts den Hl. Theodor dar. Rechts vom Triumphbogen zwischen Chor und Seitenaltar befindet sich eine spätgotische Maria mit Jesuskind, die um 1510 von einem unbekannten Künstler aus der Schule des Meisters des Kefermarkter Altars aus Lindenholz angefertigt wurde. Das Kreuzigungsbild an der Ostseite des Altarraumes stammt vom Beginn des 17. Jahrhunderts.

### Orgel

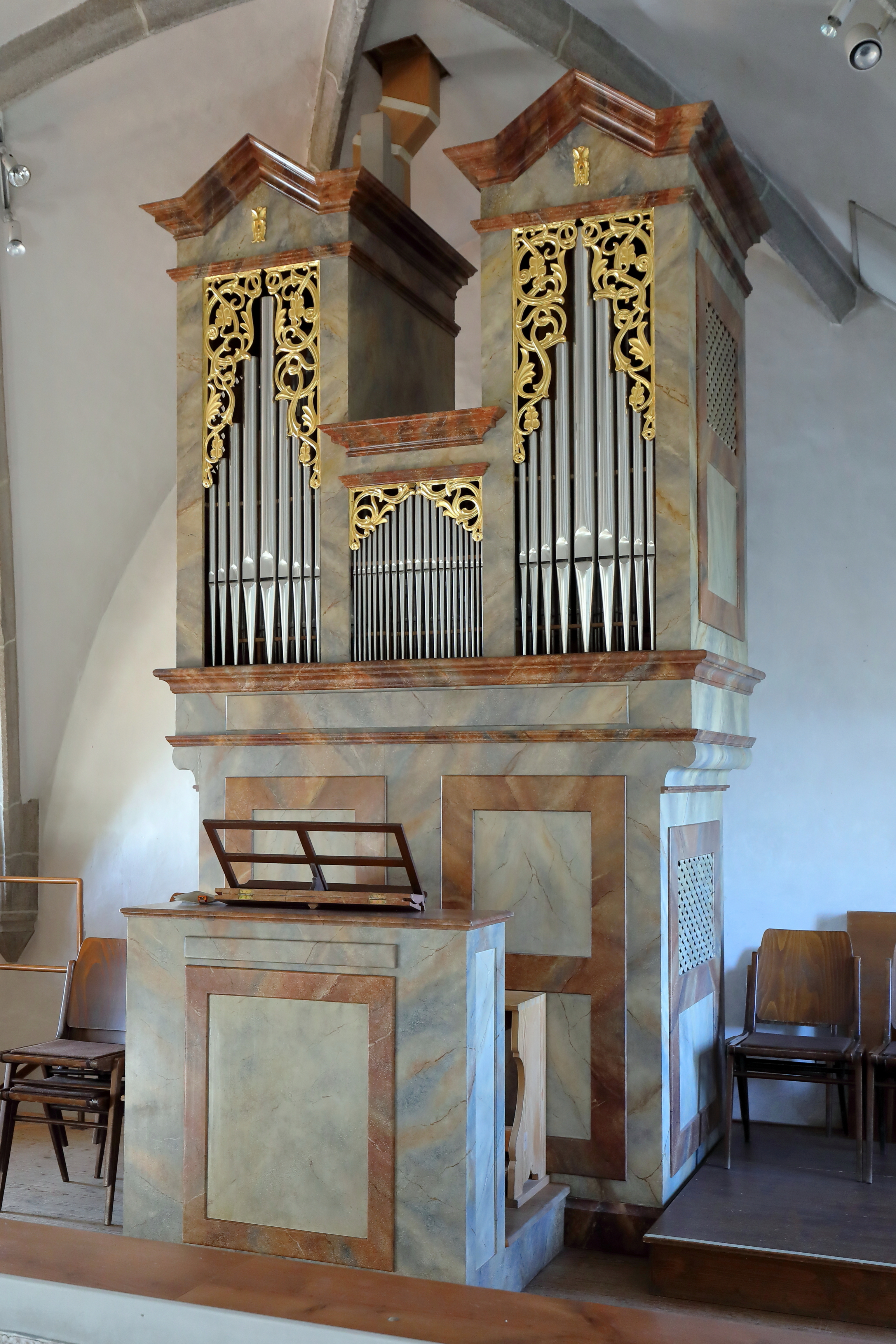
Orgel mit 7 Register

Sie wurde ab 1858, nach heutigem Wert um umgerechnet 82.738 Euro, von Josef Breinbauer errichtet und 1861 in Betrieb genommen. Im Zuge der „Metallspende“ für den I. Weltkrieg mussten am 8. Februar 1918 die originalen Prospektpfeifen ans Kriegsministerium abgegeben werden. Im Jahr 1927 ergänzte der Orgelbauer Josef Panhuber die Orgel mit 39 neuen Zinkpfeifen. Nach rund 30 Jahre Spielpause wurde die siebenregistrige Orgel Anfang der 2000er Jahre renoviert und am 4. Juni 2004 durch Diözesanbischof Maximilian Aichern wieder geweiht.

## Sonstige Gebäude, Friedhof
Der Pfarre obliegt auch die Verwaltung des Orts- und Pfarrfriedhofs. 2011 wurde neben dem Friedhof auf einem privaten Grundstück eine Franziskuskapelle geweiht.